# ゴンゾー
ゴンゾー（1985年12月26日 - ）は、日本のピン芸人、コメディアン、エンターテイナー、タンバリン奏者（タンバリンマスター）。
静岡県浜松市出身。本名は寺社下 峻平（じしゃげ しゅんぺい）。100company業務提携。デビュー当時の芸名は、漢字の「言蔵（ごんぞう）」。

## 来歴
高校在学中に名古屋NSCに通う。
NSC卒業後上京し、藤プロダクションに所属。その後、ビッグワールドに所属し活動。
2008年10月17日放送の『爆笑レッドカーペット 衝撃の世界進出SP!!』（フジテレビ）では、世界のナベアツとともにニューヨークに渡り、コメディークラブ「COMIC STRIP LIVE」でのライブ出演。楽曲は観客に合わせて、マイケル・ジャクソンの「Beat It」と「BAD」（世界のナベアツとのコラボ）を披露した。
2010年の『R-1ぐらんぷり』に挑戦し、タンバリン芸で準決勝に進出。
2013年にフリーとなる。2016年に自身のマネジメント会社である芸能事務所「株式会社ことくら」を設立。2023年7月、元ホリプロコムマネージャーの都丸皓介が設立した株式会社100company（トーマルカンパニー）とエージェント契約。

### 海外進出
2013年、自身のタンバリンパフォーマンス動画をYouTubeで公開した。それをきっかけに海外進出を決意。2015年、オーディション番組『Got Talent』のアジア版『Asia's Got Talent』（AXN Asia）に出場。タンバリンパフォーマンスを披露し、準決勝まで進出。
2019年、『Britain's Got Talent』（itv）の第13シリーズに出場（準決勝まで進出）。『America's Got Talent』（NBC）の第14シリーズに出場（準々決勝まで進出）。
2021年、スペイン版のゴットタレントシリーズ番組である『Got Talent España』に出場。番組からはタンバリン忍者と称された。

## 人物
身長172cm、体重108kg。スリーサイズは、B110・W110・H110（2018年6月17日現在）。

## 出演

### テレビ

#### 2002年
- 学校へ行こう!「お笑いインターハイ」（TBSテレビ、2002年）NSC時代

#### 2009年～2014年
- 爆笑レッドカーペット（フジテレビ、2009年3月18日 - 不定期） キャッチコピーは「踊って笑って景気よく」、初出演回でレッドカーペット賞受賞。
- ダウンタウンのガキの使いやあらへんで!!「絶対に笑ってはいけないホテルマン24時」（日本テレビ、2009年12月31日） ミュージカル「ロッキー」にタンバリン叩きとして出演。
- 初詣!爆笑ヒットパレード2010（フジテレビ、2010年1月1日）
- おしゃれイズム（日本テレビ、2010年2月21日）
- 2010ベストパフォーマー決定戦（関西テレビ、2010年3月13日）
- EXE（TBSテレビ、2010年5月29日）
- PON!（日本テレビ、2010年6月10日）
- ポケモン☆サンデー（テレビ東京、2010年6月13日）
- おはスタ（テレビ東京、2010年6月22日・2015年9月7日）
- 所さんの目がテン!（日本テレビ、2010年7月3日）
- 24時間テレビ 「愛は地球を救う」（日本テレビ、2010年8月29日）静岡地区ローカル枠で出演
- 爆笑!ものまねウォーズ（TBSテレビ）- 2011年3月30日
- 爆生レッドカーペット（フジテレビ、2012年7月28日）レジェンドカーペットのコーナーに出演
- Rの法則（NHK Eテレ、2013年2月20日）｢歌えなくてOK！必勝カラオケ術｣タンバリン講師
- MUSIC JAPAN（NHK総合、2013年4月12日）春の歓迎会に役立つパーティー盛り上げテクニック紹介
- Live jack（関西テレビ、2013年5月25日）
- 日10☆演芸パレード（毎日放送・TBS系）- 2013年6月2日初出演

#### 2015年～
- Asia's Got Talent（AXN Asia、2015年3月)   Episode1、Semi-Final
- カラフルパレットのミューパレ（スカパーch.609、2015年6月）
- ネプ＆イモトの世界番付（日本テレビ、2015年7月24日）夏休み2時間SP
- 探偵!ナイトスクープ（朝日放送、2015年12月25日）
- 世界まる見え!テレビ特捜部（日本テレビ、2016年1月18日）
- アイドルパーティー（千葉テレビ放送、2016年4月6日 - 6月30日） -  「アニメモデルオーディション」MC
- ニンゲン観察バラエティ モニタリング（TBSテレビ、2016年6月9日）
- VS嵐（フジテレビ、2016年6月23日）
- テストの花道 ニューベンゼミ（NHK Eテレ、2016年9月5日）「ニガテ教科克服 英語SP！」
- 乃木坂工事中（テレビ愛知、2016年10月17日（16日深夜））
- 笑点 特大号（BS日テレ、2016年11月30日）
- MuJack（関西テレビ、2017年4月28日）
- 濃厚凝縮ドキュメント 五分館（テレビ朝日、 2017年4月30日（29日深夜））
- プレミアの巣窟（フジテレビ、2017年5月1日）
- ウチのガヤがすみません！（日本テレビ、2017年6月27日）
- 緊急特番!AGT徹底解説スペシャル（AXN CS放送、2018年2月4日）
- ピエール瀧のしょんないTV（静岡朝日テレビ、2018年4月6日、13日、2019年2月5日）
- ワンピース音宴開幕 ワンピースを語ろう！（BSフジ、2018年8月4日）
- 口どめ禁止（琉球朝日放送、2018年9月22日）
- ウタズキ（フジテレビ、2018年9月29日、2019年4月27日）
- iUmor（ルーマニア /TV Antena1、2019年3月16日）
- Britain's Got Talent 2019（イギリス/itv、2019年4月13日、5月31日）S13E02、Semi-Final
- シャキーン！（NHK Eテレ、2019年7月1日）
- America's Got Talent 2019（アメリカ/NBC、2019年7月10日、7月31日、8月27日）S14、Judge Cuts、Quarter-Final
- SHOW激!今夜もドル箱（テレビ東京、2023年7月19日）

### ラジオ
- 福井謙二グッモニ（文化放送、2015年9月3日）第633回
- AVALON（J-WAVE、2016年9月24日）カラオケで失敗しない方法・盛り上げ術
- THE FACTORY TOKYO presents「新東京商店街」（ラジオ日本、2017年10月1日）＃008
- たいぞーのたいたいむ（渋谷クロスFM、2018年6月16日）
- OBS感謝祭HEAT!!スタジアム2018（OBSラジオ、2018年9月22日）
- 江夏亜祐のバブリー革命（こしがやエフエム、2019年6月21日）

### ネット配信
- イケ☆スタ生放送（イケ☆スタ、2010年1月11日）
- ライオンチャンネル特別編（2013年5月11日公開）
- ニコニコ生放送（2013年12月14日）
- ぶるぺん（GYAO!、2015年9月26日）[4]
- 帰ってきた夫人のお部屋＃5（OPENREC.tv、2017年4月27日）
- TiARY TV（ティアリィTV）プラスVR（テレビ神奈川、2017年5月5日）世界の青木コーナー#5
- Ladybeardのbilibili生放送（フライメディア、2018年7月19日）中国向け生放送番組
- 東京タワーTV（IBM Cloud Video、2018年1月28日）
- カンニング竹山の土曜The NIGHT（AmebaTV、2019年6月9日）#65～世界で活躍する芸人たち～
- TambourineChallenge2019（ニコニコ生放送、2019年8月11日）GONZOさんがセカンドライフにやってくる
- 100TAINER（中京テレビ、2019年8月7日、8月16日）ゴンゾーが名曲をタンバリンで演奏

### 刊行物
- 次クル芸人 ～新時代に輝くホープたち～ (リアルライブ、2015年05月30日）Vol40「ゴンゾー」
- Goods Press（徳間書店、2015年10月号）今からハマる大人の楽器『フレンズ』に学ぶ“モテタンバリン”
- 日刊スゴイ人！（2015年5月18日）日本人お笑い芸人のスゴい人！
- CanCam（小学館、2016年5月号）
- BRIDGE U.S.A（2016年5月号）インタビュー記事
- BOMS（バイトル、Vol.1 2016年7月14日、Vol2 2016年10月21日）タンバリンマスターゴンゾーのお仕事応援
- NEXTYLE（2018年9月7日、13日公開）インタビュー動画・記事
- ポプレス（北陸中日新聞、2018年11月25日）宴の余興 超絶タンバリン　ゴンゾーさん直伝「フレンズ」解説

### CM・PR動画
- 『AKB48 ついに公式音ゲーでました。』（ストラテジーアンドパートナーズ、2014年5月7日配信開始）ソーシャルゲーム
- 『音楽を、もう一度。』（ヤマハ、2015年10月）ヤマハ クラビノーバ CVP-700シリーズPR動画
- 『キングスマン効果』（2015年12月8日 公開）DVD/BRD発売キャンペーン動画
- 『SEGA VR AREA ABENO』（NEWS TV、2017年8月4日）VRアトラクション体験
- 『オキハム ポキポキウィンナー』（2017年4月10日配信開始）
- 『Re:ステージ！プリズムステップ』（ぽにきゃん、2019年7月9日配信開始）思考型リズムアクションゲーム
- 『高須クリニック』テレビCM（2022年2月〜）

### DVD・PV
- 『タンバリン芸人 ゴンゾー』（TOブックス、2010年8月27日）初のDVD
- 『月夜の肖像』（栗山千明、2011年11月23日発売）タンバリン振付指導
- 『ワタシ...不幸グセ』（バニラビーンズ、2014年4月23日発売）
- 『青空ストーリー』（らぐぅんぶるぅ、2016年11月12日公開）
- 『ポキポキシャンシャン体操』（らぐぅんぶるぅ、2017年4月18日公開）
- 『トトト東京 Found my Tokyo』（うめつや・株式会社ことくらの共同制作、2018年9月6日公開）

### ゲーム・アプリ
- 『MMD☆たんばリンもんすたあ選手権』（ニコニコ動画）『フレンズ』の「MMD」動画
- 『雀シティ』（fuzz、2018年2月2日）オンライン麻雀ゲームのCPUキャラ
- 『TAMBOURINE CHALLENGE』（DEADSTOCK、2018年6月17日） - Second Life内「DEADSTOCK」のオープニングイベントにアバターとして出演
- 『TAMBOURINE CHALLENGE2019』（DEADSTOCK、2019年8月11日） - Second Life内「DEADSTOCK」のイベントにアバターとして出演

## ステージ出演

### ライブ・イベント

#### 2009年～2010年
- 笑笑笑いまshow（新宿Fu-、複数回出演）ビッグワールド主催のライブ
- フリーステーションライブ（代々木八幡区民会館、複数回出演）よしもと芸人ブラックマン主催のライブ
- お笑いプロデュースライブ（新宿Fu-、複数回出演）西口プロレス主催のライブ
- 第18回ひつじ勉強会（六本木スプラッシュ、2009年3月13日）橋本ひろしのビジネスセミナー&音楽ライブ
- BROKEN NIGHT（亀戸ハードコア、2009年3月28日）立川志らくプロデュースのライブ
- TUWARI6（渋谷屋根裏、2009年3月28日）DJ斉木祐介主催のライブ
- ユウ燕ライブ（パセラ銀座店、2009年4月21日）中国人歌手ユウ燕のライブ
- 一期一会-sn2009a-（渋谷CYCLONE、2009年5月16日）SUPER NOVA主催のライブ
- COMIC STRIP LIVE（ニューヨーク COMIC STRIP LIVE、2009年9月）『爆笑レッドカーペット』の企画で出演
- プライムライブ（新宿Fu-、複数回出演）プライム主催のライブ
- ゴンゾーお笑いライブ（日本音楽事業者協会地下スペース、2009年10月28日）
- お笑いステージ&クリスマスイルミネーション点灯式（アリオ川口、2009年11月1日）
- メイプルグリーン（新宿Fu-、2009年11月7日）マセキ芸能社主催の合同ライブ
- 爆笑!お笑いライブ（浜松市教育文化会館、2009年11月23日）
- スギロックフェスティバル（SHIBUYA PLUG、複数回出演）スギタヒロシ主催の芸人による音楽ライブ
- SOUND SHOCK vol.2（渋谷GUILTY LIVE STAGE、2010年4月9日・10日）こまつワンマンライブ
- ゴンゾーお笑いライブ（東武百貨店大田原店、2010年5月1日）
- ちょいポリスライブ（東京ジョイポリス、2010年5月2日 - 5日）
- ミッキー・カーチスバースデーライブ（原宿LaDonna、2010年7月23日）
- Fine Night 東京夏祭SPECIAL（渋谷club axxcis、2010年8月20日）
- ユリオカ超特Qのおしゃべり検定vol.26（池袋3〜Tri〜、2010年9月15日）
- Go!Go!Carにばる（中国運輸局広島運輸支局構内、2010年10月17日）

#### 2013年～2014年
- アキバエンタメライブ（アキバエンタメ☆ステージ、2013年～2014年）- 店長、MC、パフォーマンスを担当

#### 2015年～
- アグレミーナ浜松ホーム最終戦（浜松アリーナ、2015年12月11日）ハーフタイムにタンバリンパフォーマンス
- MISOJIMATSURI（横浜大さん橋ホール、2016年1月17日）
- 常滑お笑いEXPO2017 in 知多半島（セントレア、2017年9月23日 - 24日）
- ネット de ショコラフィーバー（新宿タカシマヤ、2018年1月27日）中国向けにライブ映像同時配信
- パフォーマンスライブ　ターボー&ゴンゾー with北原照久（京橋エドグラン、2018年10月5日）
- トキメキ川越未来博2018（川越運動公園、2018年5月19日）とおりゃんせ100人プロジェクト
- Super Japan Fest 2018（シンガポール Millenia Walk、2018年7月7日 - 7月8日）
- 第2回 常滑お笑いEXPO in 知多半島（セントレア、2018年9月29日）
- 同志社EVE（同志社大学、2018年11月27日）
- ちとふな祭＆エンタメショー（ちとふな商店街、2018年12月16日）
- 松岡ゆみこPRODUCEスナックゆみこvol.20（表参道GROUND、2019年7月3日）
- お笑いライブ（ボートレース尼崎、2019年7月21日）

### ショーパブ
- CROKET MIMIC TOKYO（コロッケミミックトーキョー、2016年1月～）
- そっくり館キサラ
- TA-BO'S THEATRE（ターボーズシアター）

### 舞台
- 劇団創劇舎『衝☆激の笑劇8〜下町人情浮世物語〜』（蔵前・アドリブ小劇場、2006年12月）客演
- 浅草お笑い演芸村『笑羅がゆく2』（トライバルビレッジ浅草、2009年5月16日）
- 下町ダニーローズ『鉄拐（てっかい）』（紀伊國屋ホール、2009年8月14日 - 17日）
- 下町ダニーローズ『疝気（せんき）の虫』（シアターグリーン、2010年6月22日 - 30日）ゲスト
- 謎のキューピー『白いゲルニカ』（スタジオあくとれ、2011年7月7日 ‐ 10日）山本役（ゲスト）
- 謎のキューピー『疝気の虫』（スタジオあくとれ、2012年2月26日 ‐ 3月1日）酋長役（ゲスト）
- 下町ダニーローズ『死神が舞い降りる街』（レッドシアター、2013年6月21日 - 30日）警官役（ゲスト）
- 謎のキューピー『異常暮色』（激地下リバティ、2013年9月5日 - 8日）ボーイ役（ゲスト）
- 謎のキューピー『鯨岡桃子が殺された理由』（スタジオあくとれ、2014年2月21日 - 25日）バーテン役（ゲスト）
- 大人の新感線『ラストフラワーズ』（東京公演、2014年7月30日 - 8月25日）タンバリン指導